# Виборчий округ 13
Виборчий округ 13 — виборчий округ у Вінницькій області. В сучасному вигляді був утворений 28 квітня 2012 постановою ЦВК №82 (до цього моменту існувала інша система виборчих округів). Окружна виборча комісія цього округу розташовується в Калинівському районному будинку культури за адресою м. Калинівка, вул. Нестерчука, 22.
До складу округу входять міста Козятин і Хмільник, а також Калинівський, Козятинський і Хмільницький райони. Виборчий округ 13 межує з округом 67 на північному заході, з округом 63 на північному сході, з округом 18 на південному сході, з округом 11 і округом 12 на півдні, з округом 14 на південному заході та з округом 191 на заході. Виборчий округ №13 складається з виборчих дільниць під номерами 050375-050442, 050444-050472, 050474-050508, 051210-051274, 051276-051284, 051608-051623 та 051656-051668.

## Народні депутати від округу
| Ім'я                        | Фото | Партія         | Скликання | Дата набуття повноважень | Дата припинення повноважень |
| --------------------------- | ---- | -------------- | --------- | ------------------------ | --------------------------- |
| Катеринчук Микола Дмитрович |      | Батьківщина    | 7-ме      | 12 грудня 2012           | 27 листопада 2014           |
| Юрчишин Петро Васильович    |      | самовисуванець | 8-ме      | 27 листопада 2014        | 29 серпня 2019              |
| Юрчишин Петро Васильович    |      | самовисуванець | 9-те      | 29 серпня 2019           |                             |

## Результати виборів

### Парламентські

#### 2019
Кандидати-мажоритарники:
- Юрчишин Петро Васильович (самовисування)
- Максименко Юрій Володимирович (Слуга народу)
- Колесник Ірина Миколаївна (Голос)
- Крученюк Олександр Васильович (Європейська Солідарність)
- Бойко Юрій Іванович (Сила і честь)
- Матвіюк Сергій Анатолійович (самовисування)
- Стахов Валерій Іванович (самовисування)
- Реп'ях Олександр Анатолійович (самовисування)
- Москалюк Андрій Петрович (Опозиційна платформа — За життя)
- Вербецький Андрій Олегович (самовисування)
- Яремчук Юрій Якович (Опозиційний блок)
- Побережний Олег Володимирович (Соціальна справедливість)

#### 2014
Кандидати-мажоритарники:
- Юрчишин Петро Васильович (самовисування)
- Катеринчук Микола Дмитрович (Блок Петра Порошенка)
- Ісаков Ігор Анатолійович (самовисування)
- Яремчук Юрій Якович (самовисування)
- Прохоров Сергій Валерійович (Радикальна партія)
- Павлов Федір Петрович (Опозиційний блок)
- Філімонова Ірина Іванівна (самовисування)
- Куц Олег Миколайович (самовисування)
- Мустя Сергій Олександрович (самовисування)

#### 2012
Кандидати-мажоритарники:
- Катеринчук Микола Дмитрович (Батьківщина)
- Юрчишин Петро Васильович (самовисування)
- Гайдаєв Юрій Олександрович (Комуністична партія України)
- Зубко Ігор Миколайович (самовисування)
- Черній Василь Васильович (Народна партія)
- Кавунець Андрій Володимирович (Партія регіонів)
- Шепелев Олександр Олександрович (самовисування)
- Добруцький Ігор Ігорович (самовисування)
- Яремчук Юрій Якович (самовисування)
- Климчук Олександр Миколайович (самовисування)
- Герасимова Ірина Дмитрівна (Європейська платформа)
- Коваль Тарас Іванович (Конгрес українських націоналістів)
- Борисюк Тарас Григорович (самовисування)
- Негруб Микола Іванович (Нова політика)
- Палій Ліна Миколаївна (самовисування)
- Оніщенко Сергій Вікторович (самовисування)
- Сусла Василь Станіславович (самовисування)

## Явка
Явка виборців на окрузі: